# Nyiko Mobbie
Nyiko Sydney Mobbie (Shikundu, 11 settembre 1994) è un calciatore sudafricano, difensore o centrocampista del Siwelele e della nazionale sudafricana.

## Carriera

### Club
Ha giocato nella prima divisione sudafricana.

### Nazionale
Nel 2019 ha esordito in nazionale; nel 2023 ha partecipato alla Coppa d'Africa.

## Statistiche

### Cronologia presenze e reti in nazionale
| Cronologia completa delle presenze e delle reti in nazionale ― Sudafrica | Cronologia completa delle presenze e delle reti in nazionale ― Sudafrica | Cronologia completa delle presenze e delle reti in nazionale ― Sudafrica | Cronologia completa delle presenze e delle reti in nazionale ― Sudafrica | Cronologia completa delle presenze e delle reti in nazionale ― Sudafrica | Cronologia completa delle presenze e delle reti in nazionale ― Sudafrica | Cronologia completa delle presenze e delle reti in nazionale ― Sudafrica | Cronologia completa delle presenze e delle reti in nazionale ― Sudafrica |
| Data                                                                     | Città                                                                    | In casa                                                                  | Risultato                                                                | Ospiti                                                                   | Competizione                                                             | Reti                                                                     | Note                                                                     |
| ------------------------------------------------------------------------ | ------------------------------------------------------------------------ | ------------------------------------------------------------------------ | ------------------------------------------------------------------------ | ------------------------------------------------------------------------ | ------------------------------------------------------------------------ | ------------------------------------------------------------------------ | ------------------------------------------------------------------------ |
| 4-8-2019                                                                 | Soweto                                                                   | Sudafrica                                                                | 0 – 3                                                                    | Lesotho                                                                  | Qual. CHAN 2020                                                          | -                                                                        |                                                                          |
| 6-7-2021                                                                 | Port Elizabeth                                                           | Sudafrica                                                                | 1 – 0                                                                    | Botswana                                                                 | Coppa COSAFA 2021 - 1º turno                                             | -                                                                        |                                                                          |
| 8-7-2021                                                                 | Port Elizabeth                                                           | Sudafrica                                                                | 1 – 0                                                                    | eSwatini                                                                 | Coppa COSAFA 2021 - 1º turno                                             | -                                                                        |                                                                          |
| 13-7-2021                                                                | Port Elizabeth                                                           | Sudafrica                                                                | 4 – 0                                                                    | Lesotho                                                                  | Coppa COSAFA 2021 - 1º turno                                             | -                                                                        |                                                                          |
| 16-7-2021                                                                | Port Elizabeth                                                           | Sudafrica                                                                | 3 – 0                                                                    | Mozambico                                                                | Coppa COSAFA 2021 - Semifinale                                           | -                                                                        |                                                                          |
| 18-7-2021                                                                | Port Elizabeth                                                           | Sudafrica                                                                | 0 – 0 dts (5 – 4 dtr)                                                    | Senegal                                                                  | Coppa COSAFA 2021 - Finale                                               | -                                                                        |                                                                          |
| 3-9-2021                                                                 | Harare                                                                   | Zimbabwe                                                                 | 0 – 0                                                                    | Sudafrica                                                                | Qual. Mondiali 2022                                                      | -                                                                        | 63’                                                                      |
| 6-9-2021                                                                 | Johannesburg                                                             | Sudafrica                                                                | 1 – 0                                                                    | Ghana                                                                    | Qual. Mondiali 2022                                                      | -                                                                        |                                                                          |
| 9-10-2021                                                                | Bahir Dar                                                                | Etiopia                                                                  | 1 – 3                                                                    | Sudafrica                                                                | Qual. Mondiali 2022                                                      | -                                                                        |                                                                          |
| 12-10-2021                                                               | Durban                                                                   | Sudafrica                                                                | 1 – 0                                                                    | Etiopia                                                                  | Qual. Mondiali 2022                                                      | -                                                                        |                                                                          |
| 11-11-2021                                                               | Durban                                                                   | Sudafrica                                                                | 1 – 0                                                                    | Zimbabwe                                                                 | Qual. Mondiali 2022                                                      | -                                                                        |                                                                          |
| 14-11-2021                                                               | Kumasi                                                                   | Ghana                                                                    | 1 – 0                                                                    | Sudafrica                                                                | Qual. Mondiali 2022                                                      | -                                                                        |                                                                          |
| 29-3-2022                                                                | Villeneuve-d'Ascq                                                        | Francia                                                                  | 5 – 0                                                                    | Sudafrica                                                                | Amichevole                                                               | -                                                                        | 80’                                                                      |
| 9-6-2022                                                                 | Rabat                                                                    | Marocco                                                                  | 2 – 1                                                                    | Sudafrica                                                                | Qual. Coppa d'Africa 2023                                                | -                                                                        | 90’                                                                      |
| 24-9-2022                                                                | Johannesburg                                                             | Sudafrica                                                                | 4 – 0                                                                    | Sierra Leone                                                             | Amichevole                                                               | -                                                                        |                                                                          |
| 17-11-2022                                                               | Durban                                                                   | Sudafrica                                                                | 2 – 1                                                                    | Mozambico                                                                | Amichevole                                                               | -                                                                        |                                                                          |
| 20-11-2022                                                               | Durban                                                                   | Sudafrica                                                                | 1 – 1                                                                    | Angola                                                                   | Amichevole                                                               | -                                                                        |                                                                          |
| 29-3-2023                                                                | Monrovia                                                                 | Liberia                                                                  | 1 – 2                                                                    | Sudafrica                                                                | Qual. Coppa d'Africa 2023                                                | -                                                                        |                                                                          |
| 9-9-2023                                                                 | Soweto                                                                   | Sudafrica                                                                | 0 – 0                                                                    | Namibia                                                                  | Qual. Coppa d'Africa 2023                                                | -                                                                        | 74’                                                                      |
| 12-9-2023                                                                | Soweto                                                                   | Sudafrica                                                                | 1 – 0                                                                    | RD del Congo                                                             | Amichevole                                                               | -                                                                        |                                                                          |
| 13-10-2023                                                               | Soweto                                                                   | Sudafrica                                                                | 0 – 0                                                                    | eSwatini                                                                 | Amichevole                                                               | -                                                                        |                                                                          |
| 17-10-2023                                                               | Abidjan                                                                  | Costa d'Avorio                                                           | 1 – 1                                                                    | Sudafrica                                                                | Amichevole                                                               | -                                                                        | 73’ 90+5’                                                                |
| 10-1-2024                                                                | Pretoria                                                                 | Sudafrica                                                                | 1 – 0                                                                    | Lesotho                                                                  | Amichevole                                                               | -                                                                        | Uscita                                                                   |
| 24-1-2024                                                                | Korhogo                                                                  | Sudafrica                                                                | 0 – 0                                                                    | Tunisia                                                                  | Coppa d'Africa 2023 - 1º turno                                           | -                                                                        | 46’                                                                      |
| 3-2-2024                                                                 | Yamoussoukro                                                             | Capo Verde                                                               | 0 – 0 dts (1 – 2 dtr)                                                    | Sudafrica                                                                | Coppa d'Africa 2023 - Quarti di finale                                   | -                                                                        | 103’                                                                     |
| 21-3-2024                                                                | Annaba                                                                   | Andorra                                                                  | 1 – 1                                                                    | Sudafrica                                                                | Amichevole                                                               | -                                                                        | 62’                                                                      |
| 26-3-2024                                                                | Baraki                                                                   | Algeria                                                                  | 3 – 3                                                                    | Sudafrica                                                                | Amichevole                                                               | -                                                                        |                                                                          |
| 15-10-2024                                                               | Brazzaville                                                              | Rep. del Congo                                                           | 1 – 1                                                                    | Sudafrica                                                                | Qual. Coppa d'Africa 2025                                                | -                                                                        | 69’                                                                      |
| Totale                                                                   |                                                                          | Presenze                                                                 | 28                                                                       |                                                                          | Reti                                                                     | 0                                                                        |                                                                          |

## Palmarès

### Club

#### Competizioni nazionali
- Coppa del Sudafrica: 1

Free State Stars: 2017-2018

### Nazionale
- Coppa COSAFA: 1

Sudafrica 2021